# غاريقون أحمر
غاريقون أحمر (الاسم العلمي: Agaricus ruber) هو نوع من الفطريات يتبع جنس الغاريقون من الفصيلة الغاريقونية.